# Direkte Aktion

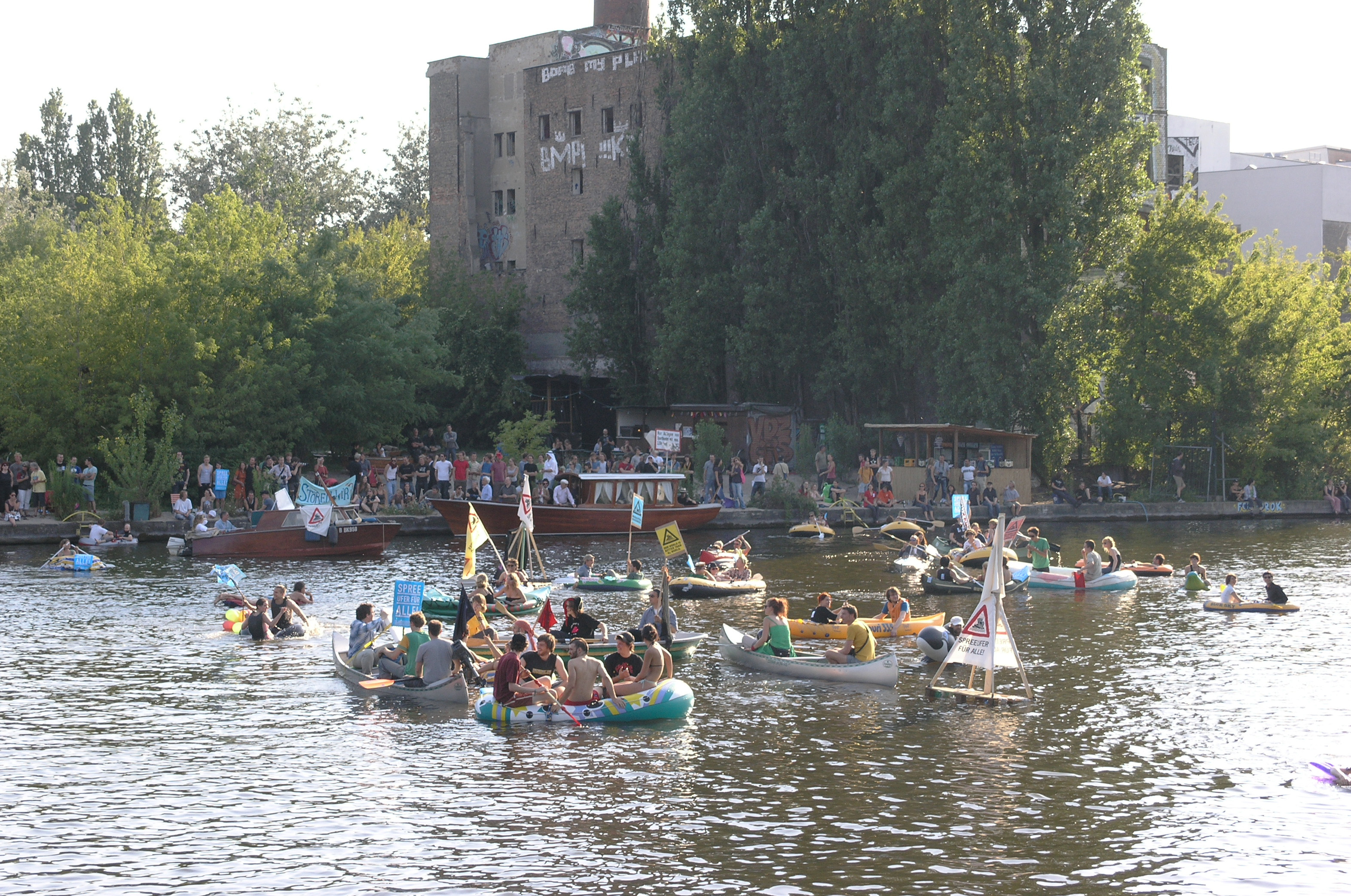
Blockade der Spree als Protest gegen die ufernahe Gentrifizierung „Mediaspree“, 2008

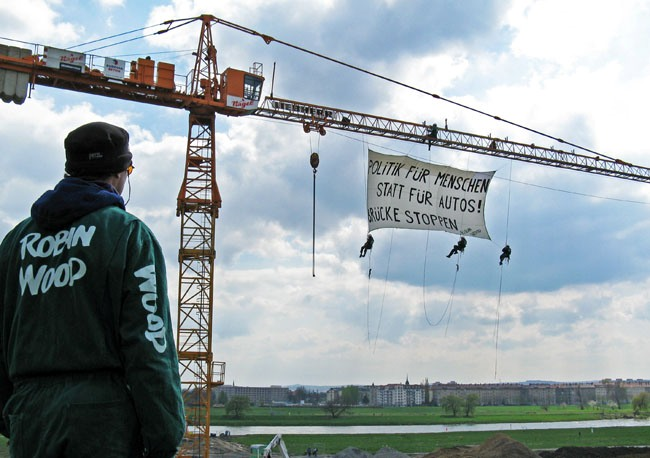
Kranbesetzung durch Robin Wood in Dresden

Direkte Aktion ist ein Begriff aus der Sozialgeschichte und beschreibt den Versuch des direkten und unvermittelten Eingreifens in ökonomische und politische Zusammenhänge. Hier wird keine Macht an Interessenvertreter, etwa Parlamentarier oder Gerichte delegiert: Betroffene werden unmittelbar zur Durchsetzung ihrer Interessen tätig. Durch die Handlungen selbst muss die Erreichung des angestrebten Ziels direkt möglich sein. Dadurch grenzen sich direkte Aktionen von indirekten wie beispielsweise dem Verfassen von Petitionen, dem Sammeln von Unterstützungserklärungen, dem Gründen von Parteien, Wahlkämpfen, Appellen an Herrschende usw. oder aber auch von Vergeltungsaktionen jeglicher Art ab.
Beispiele für direkte Aktionen sind: Streik und Generalstreik, Boykott, Critical Mass, Demonstration, Baumbesetzung, Hausbesetzung oder Besetzung von Baustellen, Betrieben oder Feldern, Sabotage, Selbstorganisation, Schottern, Sitzblockade, Smart Mob, Die-In, Go-In, Tierbefreiung und Teach-In.

## Begriffsgeschichte
Im Jahr 1907 hat der französische Revolutionäre Syndikalist Émile Pouget in seiner Schrift Die direkte Aktion ausgearbeitet, „was man unter direkter Aktion versteht“:

„Die direkte Aktion ist das Sinnbild des tätigen Syndikalismus. […] Es bedeutet, dass die Arbeiterklasse in ihrem ständigen Aufbegehren gegen die bestehende Ordnung nichts von Außenstehenden, von ihr äußerlichen Mächten oder Kräften erwartet, sondern dass sie ihre eigenen Kampfbedingungen erzeugt, ihre Aktionsmittel aus sich selbst schöpft.“

Später wurde der Begriff 1920 von William Mellor in seinem Buch Direct Action verwendet, nachdem zuvor Voltairine de Cleyre schon einen Text dazu verfasst hatte und Emma Goldman in einem Werk von 1911 ihn von der ökonomischen auf die allgemeine Ebene hob:

„Die direkte Aktion, die sich schon auf ökonomischem Gebiet als erfolgreich erwiesen hat, ist im Bereich des Individuums gleichermaßen wirksam. Hunderte von Zwängen beeinträchtigen dort sein Dasein, und nur hartnäckiger Widerstand dagegen wird es endlich befreien. Direkte Aktion gegen die Betriebsführung, direkte Aktion gegen die Autorität des Gesetzes, direkte Aktion gegen den zudringlichen, lästigen Einfluß unseres Moralkodexes ist die folgerichtige, konsequente Vorgehensweise des Anarchismus.“

In Mellors Definition, die sich auf Arbeitskämpfe bezieht, ist Direkte Aktion die Nutzung einer ökonomischen Macht derjenigen, die diese Macht besitzen, Arbeitgeber wie Arbeitnehmer. Zu den Mitteln zählt er neben Aussperrungen und Kartellen auch Streik und Sabotage.
Im anglo-amerikanischen Raum wird die Direkte Aktion in einem radikaldemokratischen Verständnis auch als Gewaltfreie Aktion verstanden. Beispiele sind die US-amerikanische Bürgerrechtsbewegung und später die gewaltfreien Aktionen der Friedensbewegung. In Gruppen der Friedensbewegung wird auch von „gewaltfreien direkten Aktionen“ (nonviolent direct action) gesprochen.

## Direkte Aktion und Anarchismus/Anarchosyndikalismus

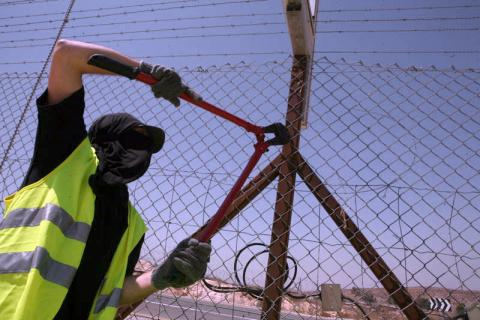
Zerschneiden von Grenzbefestigungen durch die AATW 2007

Direkte Aktion ist essentiell als Aktionsform von Autonomen, Anarchisten und Anarchosyndikalisten, die den Prinzipien Selbstorganisation und Herrschaftslosigkeit gerecht werden soll. Seit 1968 werden mit dem Begriff der direkten Aktion oftmals alle Aktionen verstanden, die praktisch und militant sind, so die Veränderung von Wahlplakaten und die Blockade von Bahngleisen etwa bei Transporten von Atommüll.
Historisch sind mit Direkten Aktionen kollektive, ökonomische Aktionen in der Arbeitswelt gemeint, die sich – im Gegensatz zu Verhandlungen – direkt auswirken. Daher werden als Mittel der Direkten Aktion oftmals Streik, Boykott und Sabotage genannt. In der anarchosyndikalistischen Theorie ist der Generalstreik die zentrale Direkte Aktion. Verbunden mit der Aneignung der Produktionsmittel durch die Arbeiter stellt sie für die Anarchosyndikalisten die soziale Revolution dar.
Im Gegensatz zur Direkten Aktion ist die Propaganda der Tat eine individualistische, nicht zwingend ökonomische Aktionsform, die historisch von nicht-syndikalistischen Anarchisten angewandt wurde, aber auch von anderen politischen Strömungen, einschließlich von Nationalisten. Während die Direkte Aktion ausschließlich Mittel zum Zweck sein soll, sollte die „Propaganda der Tat“ Vorbildcharakter haben. Daher sind nicht nur historische Attentate, sondern auch die Gründung von Kommunen und anderen selbstverwalteten Strukturen durchaus als „Propaganda der Tat“ aufzufassen. Insofern der Aufbau alternativer Strukturen auch den Zweck ökonomischer Existenzsicherung erfüllen soll, kann auch dies als „Direkte Aktion“ verstanden werden.